# Louis de Rouvroy de Saint-Simon
Ludvík z Rouvroy, vévoda ze Saint-Simon (franc. Louis de Rouvroy, duc de Saint-Simon, 16. ledna 1675, Versailles - 2. března 1755, Paříž) byl francouzský šlechtic, diplomat a spisovatel v době starého režimu. Je znám pro své Paměti, ve kterých obsáhle popisuje osoby a situace na dvoře krále Ludvíka XIV. a během doby regentství ve Francii.

## Život
Ludvík se v roce 1675 narodil ve Versailleském paláci do šlechtické rodiny de Rouvroy de Saint-Simon. Jeho otec Claude byl povýšen na vévodu s titulem pair. Matka Charlotte de l'Aubespine patřila k příslušníkům staré francouzské šlechty. Ludvík byl pokřtěn v roce 1677, kmotrem byl král Ludvík XIV. a královna Marie Tereza.
Ludvík získal vzdělání u jezuitů, v 17 letech od nich odešel a stal se vojákem královské armády (v roce 1692). Po smrti svého otce roku 1693 zdědil vévodský titul i pairskou hodnost a odešel z armády. V roce 1695 oženil s Gabrielle, dcerou svého bývalého vojenského velitele, maršála de Durfort de Duras.
V letech 1695-1715 pobýval Ludvík střídavě ve Versailles a na svém panství v La Ferté-Vidame. Získal tím mimo jiné mnohé přátele a přehled o všedních a každodenních událostech na královském dvoře ve Versailles.
Po smrti krále Ludvíka XIV. (v září 1715) se ujal vlády za nezletilého krále Ludvíka XV. regent Filip II. Orleánský. S ním se Ludvík de Rouvroy přátelil, avšak neměl podobné názory. Přes názorové neshody jej Filip jmenoval členem státní rady. V roce 1723 na zasedání rady regent zemřel, správy země se ujal vévoda Bourbonský, který neměl s vévodou Saint-Simonem dobré vztahy. Saint-Simon se proto stáhl do ústraní na své panství, kde trávil čas sepisováním pamětí. Žil stále osaměleji, s postupujícími léty přežil většinu svých přátel a vrstevníků, ale také manželku a syna. Držel ochranou ruku nad svým synovcem Claudem-Henrim, který se stal biskupem v Métách.
Vévoda de Saint-Simon zemřel v březnu roku 1755 ve věku 80 let.

## Paměti vévody de Saint-Simon
Paměti vévody de Saint-Simon jsou pozoruhodným dílem. Přinášejí detailní popis života královského dvora vlády Ludvíka XIV. a do doby regentství. V úplnosti byly poprvé vydány až v roce 1829, pro svůj indiskrétní charakter popisu života u dvora. Jsou psány v barokním stylu, který nebyl příliš aktuální již v době vzniku. Saint-Simonovo dílo v úplnosti zachycuje celospolečenskou, politickou a hospodářskou atmosféru z doby Velkého století a doby regentství.